# Meiglyptes
Meiglyptes – rodzaj ptaków z podrodziny dzięciołów (Picinae) w rodzinie  dzięciołowatych (Picidae).

## Zasięg występowania
Rodzaj obejmuje gatunki występujące w południowo-wschodniej Azji.

## Morfologia
Długość ciała 17–22 cm; masa ciała 31–64 g.

## Systematyka

### Etymologia
- Meiglyptes: gr. μειων meiōn „mniejszy, pomniejszy”, stopień wyższy od μικρος mikros „mały”; γλυπτης gluptēs „rzeźbiarz”, od γλυφω gluphō „rzeźbić”[6].
- Stugnopicus: gr. στυγνος stugnos „smutny”; nowogr. πικος pikos „dzięcioł”, od łac. picus „dzięcioł”[7]. Gatunek typowy: Picus tristis Horsfield, 1821.
- Hemicircoides: rodzaj Hemicircus Swainson, 1837 (kusodrwal); gr. -οιδης -oidēs „przypominający”[8]. Gatunek typowy: Picus (Meiglyptes) jugularis Blyth, 1845.

### Podział systematyczny
Do rodzaju należą następujące gatunki:
- Meiglyptes tristis (Horsfield, 1821) – łuskodrwal mały
- Meiglyptes jugularis (Blyth, 1845) – łuskodrwal białoszyi
- Meiglyptes tukki (Lesson, 1839) – łuskodrwal sundajski